# Dysodia magnifica
Dysodia magnifica är en fjärilsart som beskrevs av Paul E. Whalley 1968. Dysodia magnifica ingår i släktet Dysodia och familjen Thyrididae. Inga underarter finns listade i Catalogue of Life.